# Труп (округ)
Труп (англ. Troup County) — округ штата Джорджия, США. Население округа на 2000 год составляло 58 779 человек. Административный центр округа — город Ла-Грейндж.

## История
Округ Труп основан в 1826 году.

## География
Округ занимает площадь 1072,3 км².

## Демография
Согласно Бюро переписи населения США, в округе Труп в 2000 году проживало 58 779 человек. Плотность населения составляла 54.8 человек на квадратный километр.